# Ichstedt
Ichstedt es una localidad del municipio de Bad Frankenhausen/Kyffhäuser, en el distrito de Kyffhäuser, en el estado federado de Turingia (Alemania), a una altitud de 150 metros. Su población a finales de 2017 era de 578 habitantes.
Se encuentra ubicado a poca distancia al sur de la frontera con el estado de Sajonia-Anhalt, unos 10 km al noreste de la capital municipal Bad Frankenhausen.
Se encuentra a pie del extremo oriente del macizo montañoso del Kyffhäuser, a orillas del arroyo Kyffhäuserbach. Las aldeas que rodean Ichstedt son: al noroeste Tilleda (Kyffhäuser), al norte Hackpfüffel, al noreste Riethnordhausen, al este Borxleben, al sur Ringleben, al suroeste Esperstedt (Kyffhäuser), al oeste Udersleben
Se conoce su existencia desde el año 874, cuando se menciona en un documento de Luis el Germánico. Alberga la iglesia fortificada más antigua de Turingia, construida en torno al año 1200. Antes de la unificación de Turingia en 1920, pertenecía a Schwarzburgo-Rudolstadt. Fue municipio hasta el 1 de enero de 2019, cuando junto con el vecino municipio de Ringleben se incorporó al término municipal de la ciudad de Bad Frankenhausen.